# Tuamotu-Gambier-szigetek
A Tuamotu-Gambier-szigetek (franciául: Îles Tuamotu-Gambier) földrajzi értelemben a Tuamotu-szigetekből és a Gambier-szigetekből áll, amelyek egymás közelében helyezkednek el.
A Tuamotu-Gambier-szigeteken a közigazgatási körzet és a választói körzet nem azonos, mivel Francia Polinéziában 5 közigazgatási körzet van (franciául: subdivisions administratives), azonban 6 választói körzet (fr: circonscriptions électorales).

## Közigazgatási körzete
Közigazgatásilag a Tuamotu-Gambier-szigetek együtt alkotják az 5 francia polinéz közigazgatási körzet egyikét. A körzet alá tartozik 17  település (commune): Anaa, Arutua, Fakarava, Fangatau, Hao, Hikueru, Makemo, Manihi, Napuka, Nukutavake, Puka-Puka, Rangiroa, Reao, Takaroa-Takapoto, Tatakoto és a Tuamotu-szigetekhez tartozó Tureia, valamint Gambier, amibe bele tartoznak a Gambier-szigetek, az Acteon szigetcsoport és egy pár atoll.

## Választói körzet
Mivel Francia Polinézia többi 4 közigazgatási körzete egyszerre választási körzet is, ezért csupán a Tuamotu-Gambier-szigetek az egyetlen terület, ahol a kettő nem egyezik. Itt 2 külön választói körzet van:
- A Gambier-szigetek és a Kelet-Tuamotu-szigetek választói körzet (circonscription des Îles Gambier et Tuamotu Est) 12 településsel: A Gambier-szigeteken lévő Gambier település, valamint a Tuamotus-szigeteken Anaa, Fangatau, Hao, Hikueru, Makemo, Napuka, Nukutavake, Pukapuka, Reao, Tatakoto és Tureia.
- A Nyugat-Tuamotu-szigetek választói körzet (circonscription des Îles Tuamotu Ouest) 5 településsel: Arutua, Fakarava, Manihi, Rangiroa és Takaroa a Tuamotu-szigetek nyugati részén.

## Lásd még
- Francia Polinézia közigazgatása